# Carelessly Yours
OLA är ett album med Ola Svensson, utgivet den 15 januari 2014. Albumet innehåller bland annat låten I'm in love som sålt trippel platina i Italien. Albumet är utgivet av Oliniho Records.

## Låtlista
| Nr  | Titel                       | Låtskrivare                                                                                                 |
| --- | --------------------------- | --- |
| 1.  | "Overture"                  | Ola Svensson, Kristofer Östergren                                                                           |
| 2.  | "Tonight I'm Yours"         | Ola Svensson, Shellback, Patrik Berger, Alexander Kronlund, Kristofer Östergren, Max Grahn, Dimitri Stassos |
| 3.  | "Maybe"                     | Ola Svensson, Klas Åhlund, Alexander Kronlund, Kristofer Östergren                                          |
| 4.  | "Losin' it"                 | Ola Svensson, Rasmus Flyckt, Emil Gustafsson                                                                |
| 5.  | "Human"                     | Ola Svensson, Carl Björsell, Ulf Lindström, Kristofer Östergren                                             |
| 6.  | "Jackie Kennedy"            | Ola Svensson, Shellback, Alexander Kronlund, Jakob Hazell, Svante Halldin                                   |
| 7.  | "I'm in love"               | Ola Svensson, Shellback, Alexander Kronlund, Dimitri Stassos, Mikaela Stenström, Johan Bobäck               |
| 8.  | "Loser"                     | Ola Svensson, Jakke Erixson, Kristofer Östergren                                                            |
| 9.  | "Rich & Young"              | Ola Svensson, Alexander Kronlund, Adam Baptiste, Kristofer Östergren                                        |
| 10. | "They won't catch us alive" | Ola Svensson, Martin Sköld, Kristofer Östergren, Sebastian Fronda, Jon Bordon, Ana Diaz                     |
| 11. | "One Day"                   | Ola Svensson, Alexander Kronlund, Troy Bonnes, Kristofer Östergren, Johan Bobäck                            |